# Lubor Niederle
Lubor Niederle (pseudonym též L. Novotný, 20. září 1865, Klatovy – 14. června 1944, Praha) byl český slavista, antropolog, archeolog a etnograf/etnolog. Je považován za zakladatele české moderní archeologie.

## Život
Lubor Niederle se narodil jako syn klasického filologa Jindřicha Niederleho. Jeho synovcem byl chirurg Bohuslav Niederle, prasynovcem fyzik Jiří Niederle.
Původním zaměřením byl spíše antropolog, přestoupil později k archeologii a v roce 1898 se stal profesorem v Praze. Stal se jedním z hlavních představitelů teoretičtější, tzv. „univerzitní školy“, která byla tehdy protiváhou k tzv. „muzejní škole“ J. L. Píče (jejichž souboj skončil až s Píčovou sebevraždou). Díky Niederlovi byl založen Státní archeologický ústav, dnešní Archeologický ústav Akademie věd České republiky. Byl i jeho prvním ředitelem.
Nebyl jen archeologem-antropologem, ale zabýval se i etnologií. Spolu s Čeňkem Zíbrtem založil a nějakou dobu i vedl přední český národopisný časopis Český lid. Z roku 1903 pochází Niederleho Národopisná mapa uherských Slováků. V roce 1910 vydal spolu s K. Buchtelou Rukověť české archeologie, která dala základ modernímu obrazu pravěku. Jeho zájem se postupně soustředil hlavně na slovanskou archeologii; výsledkem jsou Slovanské starožitnosti – soubor knih, mnohosvazkové dílo vycházející několik let a nově se věnující např. etnogenezi Slovanů, jejich pravlasti a vůbec podávající nový, všestranný pohled na problematiku. Aktivní byl i v Národopisném muzeu. Niederle je také ještě z dob svých začátků autorem knihy Lidstvo v době předhistorické, dále redigoval např. Památky archeologické.
V roce 1919 se stal prvním předsedou československé Názvoslovné komise při Československém vojenském zeměpisném ústavu. Komise se zabývala sběrem a vyhodnocováním zeměpisných jmen pro území Československa. Přes úsilí dr. Niederleho byla práce komise ztížena nedostatkem českých názvoslovných pramenů a postupně ustala v činnosti. V roce 1931 byla komise založena znovu.

## Dílo
- Slovanské starožitnosti  (1901–1919) – život starých Slovanů, věnováno učiteli a příteli prof. Jaroslavu Gollovi
  - Svazek I. (1901) [4] [5]
  - Svazek II. (1906) [6] [7]
  - Svazek III. (1919) [8] [9]
- Národopisná mapa uherských Slováků na základě sčítání lidu z roku 1900 (1903) [10]
- Slovanský svět zeměpisný a statistický obraz současného Slovanstva (1909) – vyňato a přeloženo z Encyklopedie slovanské filologie vydávané Ruskou akademií nauk v Petrohradě [11]
- Rukověť české archaeologie (1910) [12]
- Byt i kul'tura drevnich Slavjan avtorizovannoje izdanije s vvedenijem i dopolnenijami avtora (1924) [13]
- Nikodim Pavlovič Kondakov (Никоди́м Па́влович Кондако́в) (1924) – k vos'midesjatiletiju so dnja roždenija [14]
- Albín Stocký (1934) [15]

## Vyznamenání
- Řád sv. Stanislava II. třídy, 1911
- Řád svatého Alexandra 1918
- Řád čestné legie, II. třídy, velkodůstojník

## Galerie

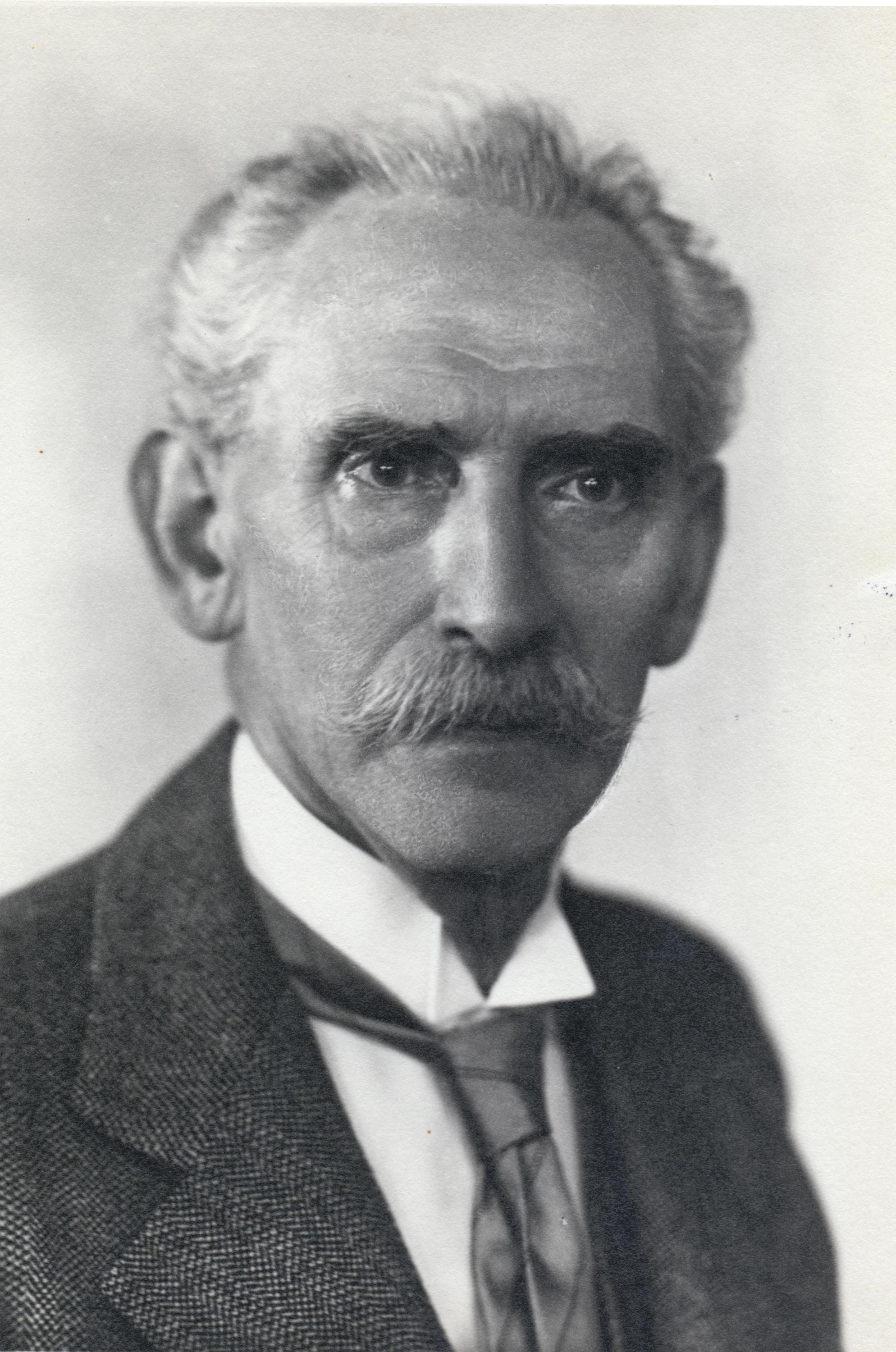
rok 1937
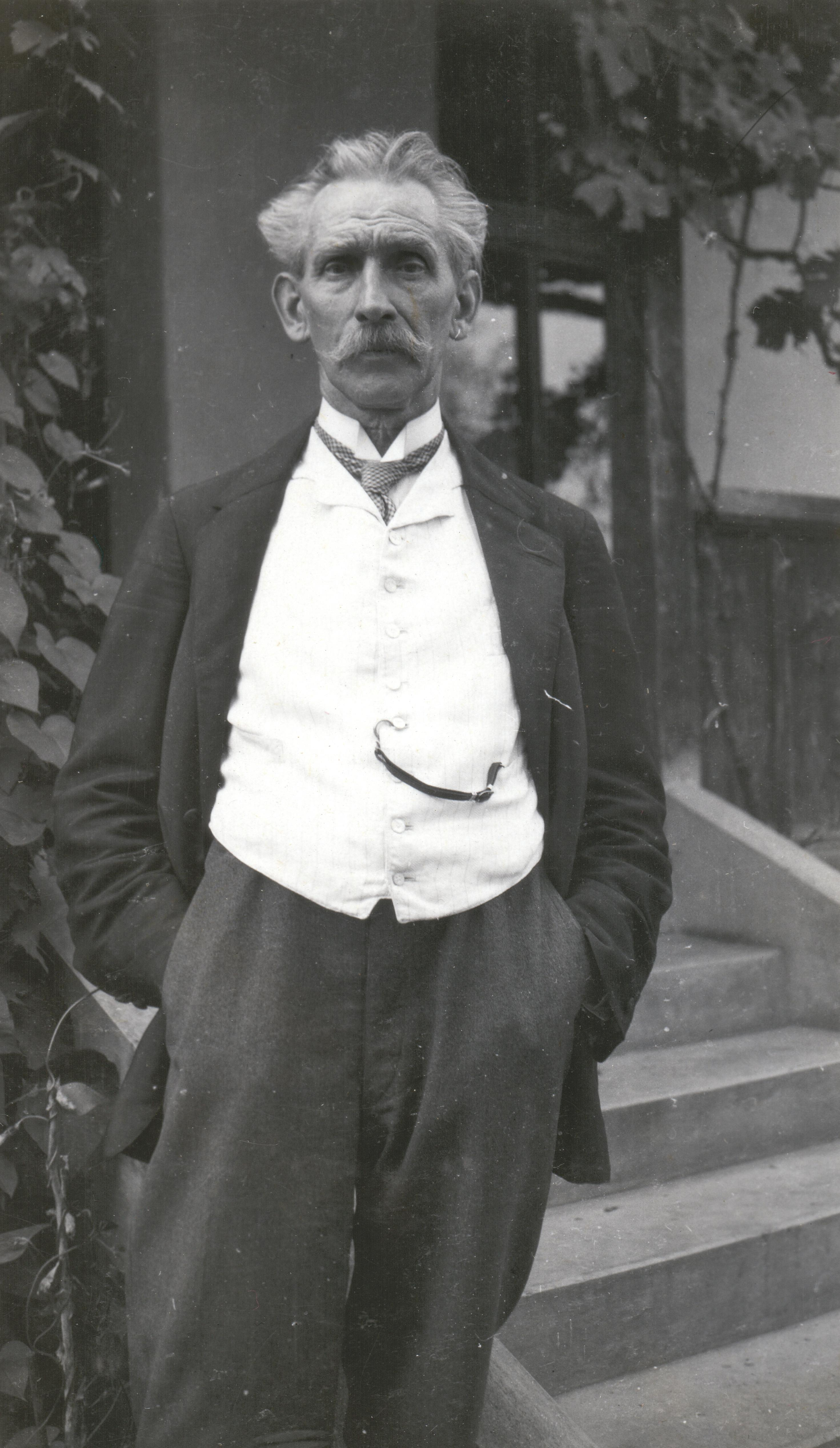
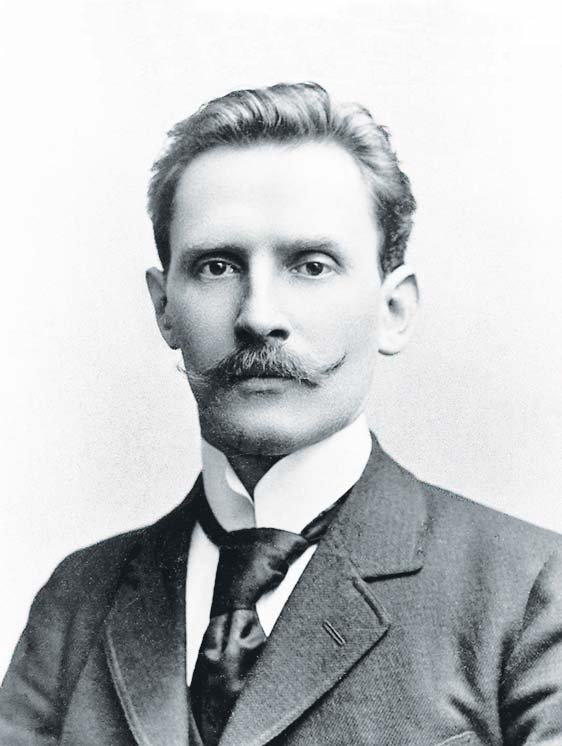
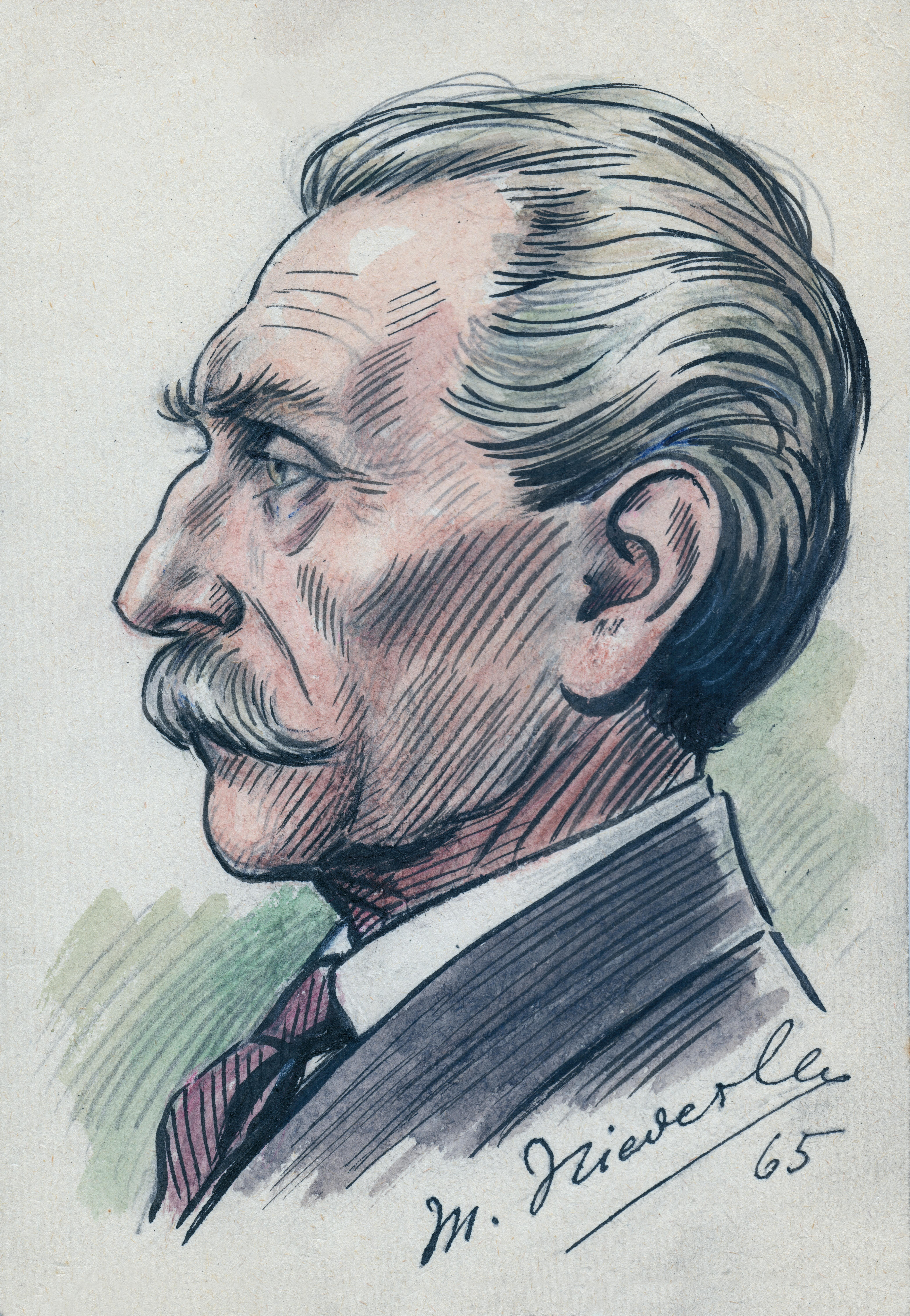
Portrét, autorem je syn Marcel Niederle

### Online dostupné práce autora
- NIEDERLE, Lubor. Michal Syrský a dějiny balkánských slovanů v VI. století. In: Gustav Friedrich; Kamil Krofta; Jaroslav Bidlo. Sborník prací historických : k šedesátým narozeninám dvor. rady prof. dra Jaroslava Golla. Praha: Hist. klub, 1906. Dostupné online. S. 48–54.
- Výběr publikací dostupných on-line: https://independent.academia.edu/LuborNiederle
- Příspěvky k vývoji byzantských šperků ze IV. - X. století, Česká akademie věd a umění, Praha 1930, dostupné online